# Selbsterfahrung
Selbsterfahrung ist das Kennenlernen und Reflektieren über das Erleben und Agieren der eigenen Person (Selbst), zum Beispiel in herausfordernden Situationen.
Selbsterfahrung nennt man auch den Prozess im Rahmen einer Ausbildung zum Psychotherapeuten, Familientherapeuten oder Coach, bei dem der angehende Therapeut oder Coach die anzuwendenden Arbeitsweisen und Methoden in der Klientenrolle an sich selbst erfährt.

## Selbsterfahrung (nicht-therapeutisch)
Selbsterfahrung in nicht-therapeutischem Rahmen wird ermöglicht durch das Sprechen über sich selbst, durch das Sich-selbst-Erleben in Gruppen und gruppendynamischen Prozessen sowie auch durch Grenzerfahrungen, z. B. auch im Rahmen von Wagnispädagogik, Überlebenstrainings, Extremsportarten, Trainings zur Förderung der Teambildung oder intensiven Befragungen. Selbsterfahrung kann dazu beitragen, eines falschen Selbst gewahr zu werden, eigene Verhaltensmuster bewusst zu machen, auch loszulassen. Sie zielt nicht auf die Linderung einer Erkrankung.

## Selbsterfahrung (therapeutisch)
Wesentlicher Bestandteil in der Ausbildung zum Psychotherapeuten, Familientherapeuten, Gruppenpsychotherapeuten, Gruppendynamiker und Supervisor ist die therapeutische bzw. Gruppen-Selbsterfahrung. Der Ausbildungskandidat erlebt in der Rolle als Betroffener die Methode und die Wirkung an sich selbst, bevor er sie bei Klienten anwendet. Dadurch erfährt er damit verbundene Gefühle (Hoffnungen, Befürchtungen) und erkennt hinderliche Widerstände und förderliche Mechanismen. Wesentlich ist auch die Beziehungserfahrung in der Rolle des Klienten zum Therapeuten. Für alle hier genannten qualifizierten Ausbildungen gilt therapeutische Selbsterfahrung mit einer vorgeschriebenen Stundenzahl als Zulassungskriterium.
In der psychodynamisch orientierten Psychotherapie ist die Selbsterfahrung ein essenzieller Bestandteil der Aus‐ und Weiterbildung. Die von der Weiterbildungsordnung für Ärzte vorgesehene Umfang von etwa 150 Stunden Selbsterfahrung in Einzel‐ und Gruppenform hat sich nach Auffassung der psychodynamischen Fachvertreter bewährt. Die Selbsterfahrung hat in der psychodynamischen Therapie folgende Ziele: (a) Erlernen therapeutischer Techniken und Methoden, (b) Erlernen grundsätzlicher Interaktionskompetenzen, (c) Persönlichkeitsreifung und Entwicklung selbstreflexiver Kompetenzen des Therapeuten.
Auch im Rahmen von Ausbildungen zum Coach wird Selbsterfahrung gelehrt.

### Wissenschaftliche Untersuchungen
Eine Übersichtsstudie zu Selbsterfahrung in der Therapeutenausbildung berichtete positive und negative Aspekte von Selbsterfahrung in fast gleicher Anzahl. Zu den positiven Seiten gehörte ein Bewusst-werden eigener persönlicher Konflikte und emotionaler Themen sowie das Kennenlernen der Klientenperspektive. Zu den negativen Seiten gehörten die hohe Kosten, Angst vor möglicher Bewertung in der Therapie und häufig ein Abhängigkeitsverhältnis, wenn der Lehrtherapeut auch der jeweilige Ausbildungsleiter war.

## Selbsterfahrungsgruppe
Eine Selbsterfahrungsgruppe ist eine Form der Gruppendynamik beziehungsweise der Gruppentherapie. Ziel ist das Erfahren „seiner selbst“, der persönliche Erkenntnisgewinn, die persönliche Entwicklung und soziales Lernen. Themen sind eigene Einstellungen, Haltungen und Werte, Erlebnis- und Verhaltensweisen, sowie deren Bedeutung und Folgen auf zwischenmenschliche Beziehungen und die Prozesse in Gruppen. Es geht um Nähe und Distanz, um Kontakt und Kommunikation, um Wirksamkeit, Autorität und Macht. Erfahrungsfeld ist eine Gruppe mit 10 bis 12 Teilnehmern, geleitet von einem Trainer-Paar. Im Gruppendynamischen Training ist dieser Prozess Bestandteil der Trainingsgruppe (T-Group). Liegt der Schwerpunkt eines Gruppendynamischen Trainings auf der Selbsterfahrung, spricht man von Sensitivity-Training, wo es verstärkt um Gespür, Feinfühligkeit, Einfühlungs- und Mitschwingungsfähigkeit geht.